# Jardin botanique de Pise
 (mai 2018).
Si vous disposez d'ouvrages ou d'articles de référence ou si vous connaissez des sites web de qualité traitant du thème abordé ici, merci de compléter l'article en donnant les références utiles à sa vérifiabilité et en les liant à la section « Notes et références ».
Le jardin botanique de Pise est une structure didactico-scientifique du département de botanique de l'université de Pise.

## Aperçu historique

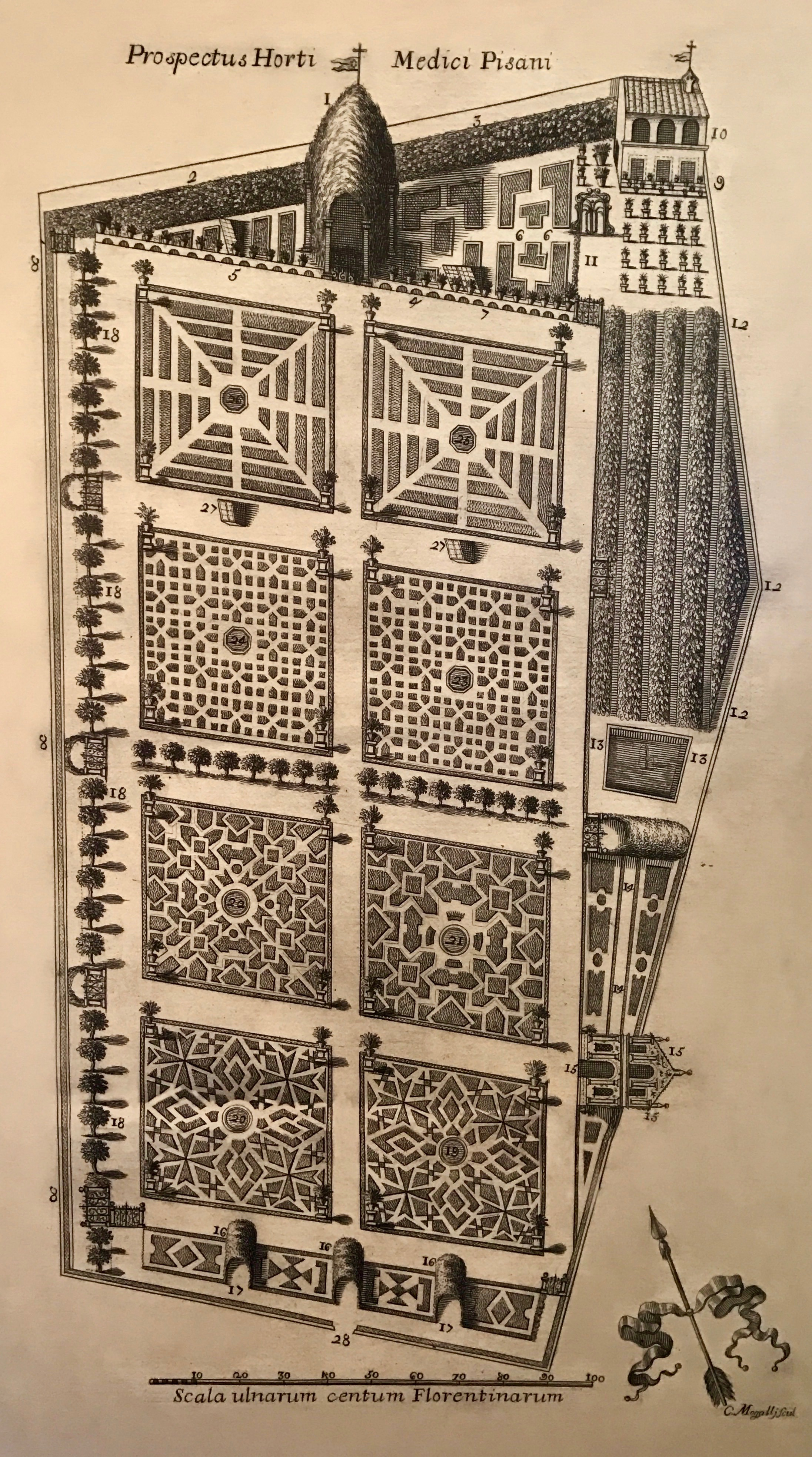
Plan du jardin contenu dans le livre de Tilli Catalogus Plantarum Horti Pisani, 1723.

Le jardin botanique de l'université de Pise fut créé en 1544 sur l'initiative de Luca Ghini, médecin et botaniste d'Imola, avec le soutien financier du grand-duc de Toscane, Cosme Ier de Médicis. 
C'est le plus ancien jardin botanique du monde, même si sa localisation originale était différente de l'emplacement actuel : le jardin primitif se trouvait en effet près de l'arsenal des Médicis, et s'appelait justement Jardin de l'Arsenal.
En 1563, sous la conduite du botaniste Andrea Cesalpino, il fut transféré dans un second emplacement, dans le secteur nord-est de la ville. 
Ce site ne se révéla pas satisfaisant, tant à cause de sa mauvaise exposition que pour son éloignement de l'université. C'est ainsi qu'en 1591, le jardin fut à nouveau transféré, sous la direction de Lorenzo Mazzanga, dans son site actuel près de la célèbre Piazza dei Miracoli (Place des miracles). Les travaux, dirigés par le Flamand Joseph Goedenhuitze, connu en Italie sous le nom de Giuseppe Casabona furent achevés en 1595, et inclurent aussi la restructuration du bâtiment qui abritait l'Institut de botanique avec son annexe du Musée des Sciences naturelles. L'entrée principale du jardin fut ouverte dans la seconde moitié du XVIIIe siècle. 
La disposition des plantes à l'intérieur du jardin, telle qu'elle est représentée sur un plan publié par Michelangelo Tilli en 1723, était inspirée des canons stylistiques communs à beaucoup de jardins de l'époque, avec l'allusion aux quatre éléments : le carré pour la terre, le cercle pour le ciel, le triangle pour le feu et les bassins en référence directe à l'eau. Les espèces étaient en effet disposées dans huit grandes plates-bandes carrées, subdivisées elles-mêmes en sections plus petites de forme géométrique définie, disposées symétriquement autour de huit fontaines avec vasques.  
Au XIXe siècle, le jardin subit d'importants changements : l'arrangement des grandes plates-bandes, datant du XVIe siècle, fut bouleversé pour laisser la place à des plates-bandes plus petites, de forme rectangulaire, entrecoupées d'allées et de murets, au centre desquelles se trouvaient six fontaines rescapées des bassins originaux. Ces transformations, réalisées en plusieurs étapes par les préfets Gaetano Savi et Teodoro Caruel, reflètent les nouvelles exigences de la botanique qui imposent de classer et de présenter les plantes selon des critères scientifiques qui mettent en évidence les affinités biologiques. À la fin des travaux, on comptait 148 plates-bandes contenant plus de 2 000 espèces disposées dans un ordre systématique.
Le plan d'ensemble actuel est atteint vers la fin du XIXe siècle, après une dernière série de modifications et d'agrandissements qui portent à environ 3 hectares la superficie couverte par le jardin.

## Collections

### Arboretum
Dans ce secteur, qui reflète encore de nos jours le schéma d'implantation défini au XIXe siècle par les préfets Gaetano Savi et Teodoro Caruel, se trouvent des arbres appartenant aux groupes des conifère et des amentifères.  Les deux exemplaires les plus anciens du jardin sont un Magnolia grandiflora  et un Ginkgo biloba, plantés en 1787 par le préfet Giorgio Santi. Ils se trouvent en réalité en dehors de ce secteur, dans le jardin nommé « jardin du cèdre ».

### Collection systématique
Elle  comprend environ 45 plates-bandes dans lesquelles sont représentées  550 espèces appartenant à 39 familles, disposées selon des critères didactico-systématiques.

### Flore officinale
Ce secteur, appelé « jardin du myrte » (Orto del Mirto) du fait de la présence d'un très ancien exemplaire de Myrtus communis, accueille environ 140 espèces de plantes officinales, dont certaines sont encore reprises dans la pharmacopée officielle comme le ricin (Ricinus communis), la digitale (Digitalis purpurea).

### Plantes aquatiques
Il s'agit d'une collection d'espèces essentiellement autochtones : certaines d'entre elles comme le caltha des marais (Caltha palustris) sont presque éteintes dans la nature, tandis que d'autres, comme l'hibiscus palustre (Hibiscus palustris) et le nénufar jaune (Nuphar lutea) sont fortement menacées par la pollution des eaux et l'assainissement des zones humides.

### Géophytes méditerranéens
C'est une collection qui comprend des espèces herbacées du bassin de la mer  Méditerranée appartenant surtout aux genres Allium, Ornithogalum et Muscari.

### Succulentes
C'est une collection abritée dans une grande serre qui comprend des  Cactaceae, des Euphorbiaceae, des Crassulaceae ainsi que des exemplaires des genres Aloe et Agave,  disposées sur la base de critères systématiques et géographiques.